# 1977年スペイン総選挙
1977年スペイン総選挙（1977ねんすぺいんそうせんきょ）は、フランコ将軍による独裁体制が崩壊した後の、1977年6月15日に実施されたスペインにおける総選挙である。スペイン上院とスペイン下院の両院の選挙が行なわれた。

## 概要
人民戦線が発足し、内戦が勃発するきっかけとなった1936年2月16日の総選挙から41年ぶりに行なわれた総選挙である。100以上の政党が名乗りをあげたが、大部分はタクシー一台に全党員が乗り込める「タクシー政党」と呼ばれた泡沫政党で、事実上アドルフォ・スアレス首相率いる民主中道連合（中道）とフェリーペ・ゴンサーレス書記長率いる社会労働党（中道左派）、マヌエル・フラガ・イリバルネを中心としたフランコ体制時代の政治家を中心とした国民連合（右派、後の国民党）、サンティアゴ・カリージョ率いるスペイン共産党（左派）による四者対決の様相となった。

### 選挙制度
- 定数
  - 下院：350議席
  - 上院：207議席（このうち41名は勅選議員）
- 議員の任期：両院とも4年
- 選挙権：18歳以上のスペイン国民
- 選挙制度
  - 下院：県を選挙区（50選挙区）とした比例代表制
    - 選挙人は政党名簿のいずれか一つを選択して投票する。候補者名簿の修正、候補者の名簿順位の修正はできない（厳正拘束名簿式）。
    - 各政党名簿に投じられた得票を計算、その際有効投票の3％に満たなかった名簿は除外される。
    - 議席の配分方法はドント式で行う。

  - 上院：県を単位とした大選挙区制
    - 本土47県では一律4名
    - グラン・カナリア島、マジョルカ島、テネリフェ島は一律3名
    - その他の7島では一律1名
    - セウタとメリーリャは一律2名
    - 選挙人は異なる候補者に対して最大で3名まで投票することができる（連記式）。
    - 得票数が多い順に当選

## 選挙結果
投票日：1977年6月15日

### 下院
- 有権者数：23,583,762
- 有効得票数：18,324,333
- 投票率：78.83％

| 党派                                           | 得票数    | 得票率 （%） | 議席数 |
| ---------------------------------------------- | --------- | ------------ | ------ |
| 民主中道連合（UCD）                            | 6,310,391 | 34.44        | 166    |
| スペイン社会労働党（PSOE）                     | 5,371,866 | 29.32        | 118    |
| スペイン共産党（PCE）                          | 1,709,890 | 9.33         | 19     |
| 国民同盟（AP）                                 | 1,504,771 | 8.21         | 16     |
| カタルーニャ民主協定（PDPC）                   | 514,647   | 2.81         | 11     |
| バスク民族主義党（PNV）                        | 296,193   | 1.62         | 8      |
| 人民社会党-社会主義者の統一（PSP-US）          | 816,582   | 4.46         | 6      |
| カタルーニャキリスト教民主中道連合（UDC-IDCC） | 172,791   | 0.94         | 2      |
| カタルーニャ左翼（EC-FED）                     | 143,954   | 0.79         | 1      |
| バスク左翼（EE）                               | 61,417    | 0.34         | 1      |
| アラゴン中道無所属候補（CAIC）                 | 37,183    | 0.20         | 1      |
| 中道無所属候補（INDEP）                        | 29,834    | 0.16         | 1      |

### 上院
制憲議会の上院は憲法がまだ存在しない状態なので1978年憲法下で行われた、自治州推薦議員はおらず、政治改革法による国王推薦の41人を除き直接投票で選出された。
- 有権者数：23,583,762
- 投票数: 2,423,668（10.28%）
- 有効投票数：2,380,421（98.22%）
- 無効票：43.247（1.78%）
- 白票：23.875 (1.00%)

| 1977年総選挙上院結果 →           |                                          |        |                                                                |
| 候補者リスト                     | 筆頭候補者                               | 議席数 | 内訳                                                           |
| 民主中道連合（UCD）              | Nemesio Fernández Cuesta、Antonio Fontán | 106    |                                                                |
| スペイン社会労働党（PSOE）       | Rafael Fernández Álvarez                 | 35     |                                                                |
| 民主的上院                       | Joaquín Satrústegui                      | 16     | PSOE：6 ID：3 PCE：1 AL：1 無所属：5                           |
| カタルーニャ人の協定             | Josep Benet                              | 12     | PSUC：4 Socialistas：4 PSC-C：3 ERC：1                         |
| 自治戦線                         | Ramón Rubial、Michel Unzueta             | 10     | PNV：4 PSE: 3 ESEI：1 無所属民族主義者：2                      |
| ガリシア民主候補                 |                                          | 3      | PSOE：1 無所属：2                                              |
| 民主的統一アラゴン候補           | Ramón Sainz de Varanda                   | 3      | PSOE：1 無所属：2                                              |
| 国民同盟（AP）                   | カルロス・アリアス・ナバーロ             | 2      |                                                                |
| 人民社会党（PSP）                | José Alonso Pérez                        | 2      |                                                                |
| 民主主義とカタルーニャ           | Miquel Coll i Alentorn                   | 2      | CDC：2                                                         |
| Euskadiko Ezkerra（EE）          | Juan María Bandrés                       | 1      |                                                                |
| 中道無所属アラゴン候補（CAIC）   | Isaías Zarazaga                          | 1      |                                                                |
| 民主的リオハ                     | Félix Palomo                             | 1      | 無所属：1                                                      |
| フエルテベントゥーラ評議会（AM） | Miguel Cabrera                           | 1      |                                                                |
| サンタンデール民主勢力           |                                          | 1      | ID：1                                                          |
| 無所属                           |                                          | 11     | PSOE: 1 PSP：2 ID：1 AEIS: 4 無所属：3                         |
| 国王推薦                         |                                          | 41     | PSOE：1 UCD：7 Entesa dels Catalans：1 PNV：1 AP：1 無所属：31 |

| 政党及び政党連合                                 | 得票数    | 得票率 | 議席数 |
| ------------------------------------------------ | --------- | ------ | ------ |
| 民主中道連合 UCD                                 | 9,530,363 |        | 106    |
| スペイン社会労働党 PSOE                          | 4,649,153 |        | 35     |
| カタルーニャ社会党（PSC－PSOE）                  | 4,696,586 |        | 12     |
| 民主的参議院（バダホス、マラガ、オビエド）       | 1,505,241 |        | 8      |
| 選挙自治集団                                     | 1,539,403 |        | 7      |
| 無所属（ソリア）                                 | 135,080   |        | 4      |
| 民主主義のための参議院議員（マドリード）         | 2,819,791 |        | 3      |
| グラナダのための民主的参議院                     | 437,511   |        | 3      |
| 無所属（カディス）                               | 669,697   |        | 3      |
| ガリシア民主候補（ラ・コルーニャ、ポンテベドラ） | 216,710   |        | 3      |
| 民主主義とカタルーニャ（ヘローナ、レリダ）       | 126,399   |        | 2      |
| 人民社会党 PSP                                   | 640,371   |        | 1      |
| 無所属（バルセロナ）                             | 550,678   |        | 1      |
| 社会主義連合 PSV-PSP                             | 203,683   |        | 1      |
| 無所属（アラバ）                                 | 175,848   |        | 1      |
| 民主的参議院のための選挙人集団（ムルシア）       | 152,467   |        | 1      |
| アラゴン中道無所属候補（サラゴサ）               | 107,082   |        | 1      |
| 無所属（レオン）                                 | 93,400    |        | 1      |
| 選挙集団民主勢力（サンタンデール）               | 79,208    |        | 1      |
| バスク左翼 EE                                    | 67,978    |        | 1      |
| アルメリーア無所属民主選挙人集団                 | 67,118    |        | 1      |
| サラマンカ無所属候補                             | 50,484    |        | 1      |
| 民主リオハ（ログローニョ）                       | 46,301    |        | 1      |
| 参議院のための民主連合（ブルゴス）               | 45,223    |        | 1      |
| 改良会議                                         | 3,182     |        | 1      |
| ()内のカタカナは当時の県名。                     |           |        |        |

選挙の結果、民主中道連合は過半数は確保できなかったが、第一党の座を獲得し、スアレス首相は民主中道連合単独による内閣を発足（スアレス第一次民主内閣）させることになった。そして、本議会において作成された議会君主制を旨とする憲法は1978年12月6日の国民投票によって承認され、スペイン1978年憲法が発効した。